# Philopotamus hispanicus
Philopotamus hispanicus är en nattsländeart som beskrevs av Mclachlan 1878. Philopotamus hispanicus ingår i släktet Philopotamus och familjen stengömmenattsländor.

## Underarter
Arten delas in i följande underarter:
- P. h. aureus
- P. h. griseus
- P. h. lucidus